# Jonas Abrahamsen
Jonas Abrahamsen (* 20. September 1995 in Skien) ist ein norwegischer Radrennfahrer.

## Sportlicher Werdegang
Als Junior war Abrahamsen Mitglied der Nationalmannschaft und startete wiederholt im UCI Men Juniors Nations’ Cup, blieb aber international ohne zählbare Erfolge. Nach dem Wechsel in die U23 durchlief er mehrere Stationen, bevor er zur Saison 2017 Mitglied beim Team Uno-X (damals Uno-X Hydrogen Development Team) wurde. Bei der Tour of Małopolska 2020 errang er mit einem Etappenerfolg seinen ersten Sieg in der Elite.
Nachdem er im Jahr 2023 Dritter im Straßenrennen der norwegischen Meisterschaften geworden war, Abrahamsen mit der Tour de France erstmals an einer Grand Tour teil. Auf der 18. Etappe ging er in die Ausreißergruppe und musste sich im Sprint nur Kasper Asgreen und Pascal Eenkhoorn geschlagen geben.  In der Saison 2024 verpasste er bei Dwars door Vlaanderen als Zweiter noch knapp einen Sieg, nachdem er den Großteil des Rennens in der Ausreißergruppe verbracht hatte. Anfang Juni griff er bei der Brussels Cycling Classic fünf Kilometer vor dem Ziel an und rettete sich mit einem Vorsprung von wenigen Sekunden vor den Sprintern ins Ziel. Der Erfolg stellte seinen ersten Sieg bei einem Rennen der UCI ProSeries dar. Eine Woche später stand er bei Dwars door het Hageland hinter Gianni Vermeersch als Zweiter erneut auf dem Podium. Bei der Tour de France 2024 ging er auf den ersten beiden Etappen in die Fluchtgruppe und führte sowohl die Berg- als auch die Punktewertung an. Zudem wurde er auf der zweiten Etappe Zweiter hinter dem Franzosen Kévin Vauquelin.

## Erfolge
2020
- eine Etappe und Bergwertung Tour of Małopolska

2024
- Brussels Cycling Classic
- Bergwertung Étoile de Bessèges
- Kämpferischster Fahrer Etappe 2 und 8 Tour de France

2025
- eine Etappe Tour de France
- eine Etappe Circuit Franco-Belge

## Grand Tours
| Grand Tour            | 2023 | 2024 | 2025 |
| --------------------- | ---- | ---- | ---- |
| Giro d’ItaliaGiro     | –    | –    | –    |
| Tour de FranceTour    | 85   | 55   | 71   |
| Vuelta a EspañaVuelta | –    | –    |      |